# Prix scientifique Kwamé Nkrumah de l'Union africaine
Le prix scientifique Kwamé Nkrumah de l'Union africaine est un prix scientifique créée en 2008 et décerné par l'union africaine. 
Le prix rend hommage au panafricaniste ghanéen Kwame Nkrumah.
Il existe trois variantes du prix:
- au niveau international, le prix, également appelé prix scientifique continental, récompense chaque année deux chercheurs ou chercheuses. Un prix est décerné en Sciences de la vie et de la terre, et un en Sciences fondamentales, Technologie et Innovation. Il est doté d'une récompense de 100 000 dollars US.
- le prix régional est attribué au niveau régional (Afrique centrale, de l’Est, du Nord, de l’Ouest, Afrique australe) uniquement à des femmes scientifiques. Dans chaque région, un prix est décerné en Sciences de la vie et de la terre, et un en Sciences fondamentales, Technologie et Innovation, pour un total de dix femmes récompensées en principe chaque année. Il est doté d'une récompense de 20 000 dollars US.
- Le prix National AU-TWAS pour jeunes scientifiques. Réservé aux chercheurs de moins de 40 ans, il est attribué en principe dans chaque pays pour chacune des catégories précédentes et est doté de 2 000 dollars US[2].

## Lauréats du prix scientifique continental
|      | Sciences de la vie et de la terre                                                 | Sciences fondamentales, Technologie et Innovation  |
| ---- | --------------------------------------------------------------------------------- | -------------------------------------------------- |
| 2012 | Michael John Wingfieldfrom, biotechnologie agricole et forestière, Afrique du Sud | Nabil Ibrahim, ingénieur en chimie textile, Égypte |
| 2013 | Bationo André, chimie, Burkina Faso                                               |                                                    |
| 2014 | Salim Abdool Karim, Afrique du Sud                                                | Timoléon Crépin Kofane, physicien camerounais      |
| 2015 | Umezuruike Opara, ingénieur en agriculture, Nigeria                               | Tebello Nyokong, chimiste sud-africaine            |
| 2018 | David M. Richardson, Afrique du Sud                                               | Abdel-Shafy Fahmy Obada, Egypte                    |
| 2020 | Chedly Abdelly, Tunisie                                                           | Hulda Swai, Tanzanie                               |

## Lauréates du prix régional des femmes scientifiques
- 2010 : Geneviève Barro, Burkina Faso; Salimata Wade Thurston, Sénégal;
- 2011 : Rita Carolina Angora Yao Kakou, Côte d'Ivoire; Carmen Mireille Dosso, Côte d'Ivoire;
- 2012 : Matilda Abakai Steiner-Asiedu, Ghana; Francine Ntoumi, Congo[9];
- 2013 : Isabelle Adolé Glitho, Togo; Yvonne Libona Bonzi Coulibaly, Burkina Faso;
- 2014 : Isabella Akyinbah Quakyi, Ghana[10];
- 2015 : Yalemtsehay Mekonnen, Éthiopie; Merzouk Hafida, Algérie[11];
- 2016 : Jane Catherine Ngila, Kenya; Lamia Chaari Fourati, Tunisie; Rokia Sanogo, Mali; Olu-Owolabi Bamidele, Nigeria; Celia Abolnik, Afrique du Sud[12];
- 2018 : Naziha Atti, Tunisie ; Aletta Schutte, Afrique du Sud[7].